# Koreli-patak
A Koreli-patak (észtül: Koreli oja) egy a patak, amely Verijärv vizét táplálja Észtország délkeleti részén, Võru várostól délre,  Võru megyében.

## Lefolyása
A patak útja során előbb nyugati, északnyugati irányban indul el, majd északnak fordul és Hannuste falu határának érintését követően átlép Kasaritsa falu külterületére. Kasaritsát nyugatról kerüli meg, majd Meegomäe falu után átvág Puiga településen. Ezután eléri a Veri-tavat Kose falutól délkeletre, majd megérkezik Võru területére. A várost előbb délkeletről elkerüli, majd Nöörima városrészben belép a város lakott területére. Északi irányban keresztülvág Võru belvárosán, majd a város északi részén a Vanajõgi patakba torkollik.

## Fordítás
Ez a szócikk részben vagy egészben  a   Koreli oja című észt Wikipédia-szócikk ezen változatának fordításán alapul.  Az eredeti cikk szerkesztőit annak laptörténete sorolja fel. Ez a jelzés csupán a megfogalmazás eredetét és a szerzői jogokat jelzi, nem szolgál a cikkben szereplő információk forrásmegjelöléseként.